# Jovana Stevanović
Jovana Stevanović (Belgrado, 30 de junho de 1992) é uma voleibolista sérvia. Atua na posição de central e atualmente defende as cores do clube italiano Pallavolo Milano.
Em 2018 conquistou pela seleção nacional o inédito título do Campeonato Mundial sediado no Japão.

## Clubes
| Clube                    | De        | A         |
| ------------------------ | --------- | --------- |
| Estrela Vermelha         | 2008-2009 | 2012-2013 |
| Volleyball Casalmaggiore | 2013-2014 | 2017-2018 |
| Pallavolo Scandicci      | 2018-2019 | …         |

## Títulos

### Clubes
- Campeonato Sérvio

2010,2011,2012,2013
- Copa da Sérvia

2010, 2011, 2012, 2013.
- Campeonato Italiano

2015.
- Supercopa da Italiana

2015.
- CEV Champions League

2016.

## Prêmios individuais
- Champions League - 2ª Melhor Central